# Xadrez em selos postais
 A temática da impressão do jogo de xadrez em selos postais é relativamente recente quando comparada com a história do xadrez e dos selos postais. Entretanto o hobby da filatelia cresceu a partir da década de 1950, e várias séries especiais relacionadas ao enxadrismo foram impressas em comemoração a torneios de xadrez como as Olimpíadas de xadrez, Torneio de candidatos ou ocasiões comemorativas como o aniversário do ex-campeão mundial Emanuel Lasker.
O primeiro selo postal com o tema do xadrez foi impresso na Bulgária em 1947, sendo comemorativo dos jogos balcãs e no ano seguinte a então URSS emitiu uma série com três selos comemorativos do 16º Campeonato Mundial de Xadrez, realizado no mesmo ano. A partir de então outros países emitiram seus próprios selos como Polônia, Bulgária, Filipinas, Cuba entre outros. Entre 1968 e 1973 dezoito selos postais foram emitidos na Alemanha Oriental e uma revista Schachfilatelie foi publicada inteiramente aos hobbies do xadrez e a coleção de selos postais.
Ao todo mais de 50 países já emitiram alguma série especial do tema, incluindo o Brasil, totalizando aproximadamente 500 selos perfurados.